# Лукас Ернандес
Лука́с Франсуа́ Берна́р Ернанде́с Пі (англ. Lucas François Bernard Hernández Pi, нар. 14 лютого 1996, Марсель, Франція) — французький футболіст, захисник клубу «Парі Сен-Жермен» і національної збірної Франції.

## Клубна кар'єра
Народився 14 лютого 1996 року в місті Марсель. Вихованець футбольної школи клубу «Атлетіко». У дорослому футболі дебютував 2014 року виступами за другу команду клубу, в якій провів один сезон, взявши участь у 21 матчі чемпіонату. 
3 грудня того ж 2014 року провів свій перший виступ за основну команду. Станом на 20 травня 2018 року відіграв за мадридський клуб 53 матчі в національному чемпіонаті.

## Виступи за збірні
2012 року дебютував у складі юнацької збірної Франції, взяв участь у 16 іграх на юнацькому рівні.
Протягом 2015–2018 років залучався до складу молодіжної збірної Франції. На молодіжному рівні зіграв у 12 офіційних матчах.
2018 року дебютував в офіційних матчах у складі національної збірної Франції. Учасник чемпіонату світу 2018 року у Росії.
| Дата       | Місто           | Господарі            | Результат | Гості       | Турнір                                    | Голи | Примітки |
| ---------- | --------------- | -------------------- | --------- | ----------- | ----------------------------------------- | ---- | -------- |
| 23-3-2018  | Сен-Дені        | Франція              | 2 – 3     | Колумбія    | товариський матч                          | -    | 76'      |
| 27-3-2018  | Санкт-Петербург | Росія                | 1 – 3     | Франція     | товариський матч                          | -    |          |
| 28-5-2018  | Сен-Дені        | Франція              | 2 – 0     | Ірландія    | товариський матч                          | -    | 63'      |
| 1-6-2018   | Ніцца           | Франція              | 3 – 1     | Італія      | товариський матч                          | -    | 62'      |
| 9-6-2018   | Ліон            | Франція              | 1 – 1     | США         | товариський матч                          | -    | 66'      |
| 16-6-2018  | Казань          | Франція              | 2 – 1     | Австралія   | ЧС 2018 - груповий етап                   | -    |          |
| 21-6-2018  | Єкатеринбург    | Франція              | 1 – 0     | Перу        | ЧС 2018 - груповий етап                   | -    |          |
| 26-6-2018  | Москва          | Данія                | 0 – 0     | Франція     | ЧС 2018 - груповий етап                   | -    | 50'      |
| 30-6-2018  | Казань          | Франція              | 4 – 3     | Аргентина   | ЧС 2018 - 1/8 фіналу                      | -    |          |
| 6-7-2018   | Нижній Новгород | Уругвай              | 0 – 2     | Франція     | ЧС 2018 - чвертьфінал                     | -    | 33'      |
| 10-7-2018  | Санкт-Петербург | Франція              | 1 – 0     | Бельгія     | ЧС 2018 - півфінал                        | -    |          |
| 15-7-2018  | Москва          | Франція              | 4 – 2     | Хорватія    | ЧС 2018 - фінал                           | -    | 41'      |
| 6-9-2018   | Мюнхен          | Німеччина            | 0 – 0     | Франція     | Ліга націй УЄФА 2018—2019 - груповий етап | -    |          |
| 9-9-2018   | Сен-Дені        | Франція              | 2 – 1     | Нідерланди  | Ліга націй УЄФА 2018—2019 - груповий етап | -    | 62'      |
| 16-10-2018 | Сен-Дені        | Франція              | 2 – 1     | Німеччина   | Ліга націй УЄФА 2018—2019 - груповий етап | -    |          |
| 7-9-2019   | Сен-Дені        | Франція              | 4 – 1     | Албанія     | Відбір до ЧЄ 2020                         | -    | 80'      |
| 14-10-2019 | Сен-Дені        | Франція              | 1 – 1     | Туреччина   | Відбір до ЧЄ 2020                         | -    | 49'      |
| 8-9-2020   | Сен-Дені        | Франція              | 4 – 2     | Хорватія    | Ліга націй УЄФА 2020—2021 - груповий етап | -    |          |
| 11-10-2020 | Сен-Дені        | Франція              | 0 – 0     | Португалія  | Ліга націй УЄФА 2020—2021 - груповий етап | -    |          |
| 14-10-2020 | Загреб          | Хорватія             | 1 – 2     | Франція     | Ліга націй УЄФА 2020—2021 - груповий етап | -    | 83'      |
| 14-11-2020 | Лісабон         | Португалія           | 0 – 1     | Франція     | Ліга націй УЄФА 2020—2021 - груповий етап | -    | 82'      |
| 17-11-2020 | Сен-Дені        | Франція              | 4 – 2     | Швеція      | Ліга націй УЄФА 2020—2021 - груповий етап | -    | 46'      |
| 24-3-2021  | Сен-Дені        | Франція              | 1 – 1     | Україна     | Відбір до ЧС 2022                         | -    |          |
| 31-3-2021  | Сараєво         | Боснія і Герцеговина | 0 – 1     | Франція     | Відбір до ЧС 2022                         | -    |          |
| 2-6-2021   | Ніцца           | Франція              | 3 – 0     | Уельс       | товариський матч                          | -    |          |
| 8-6-2021   | Сен-Дені        | Франція              | 3 – 0     | Болгарія    | товариський матч                          | -    | 46'      |
| 15-6-2021  | Мюнхен          | Франція              | 1 – 0     | Німеччина   | ЧЄ 2020 - груповий етап                   | -    |          |
| 23-6-2021  | Будапешт        | Португалія           | 2 – 2     | Франція     | ЧЄ 2020 - груповий етап                   | -    | 36' 46'  |
| 7-10-2021  | Турин           | Бельгія              | 2 – 3     | Франція     | Ліга націй УЄФА 2020—2021 - півфінал      | -    |          |
| 13-11-2021 | Париж           | Франція              | 8 – 0     | Казахстан   | Відбір до ЧС 2022                         | -    | 79'      |
| 25-3-2022  | Марсель         | Франція              | 2 – 1     | Кот-д'Івуар | товариський матч                          | -    |          |
| 3-6-2022   | Сен-Дені        | Франція              | 1 – 2     | Данія       | Ліга націй УЄФА 2022—2023 - груповий етап | -    |          |
| Усього     |                 | Матчів               | 32        |             | Голів                                     | 0    |          |

## Досягнення
- Володар Ліги Європи (1):

Атлетіко (Мадрид): 2017-18
- Володар Суперкубка УЄФА (3):

Атлетіко (Мадрид): 2018
«Баварія»: 2020
«Парі Сен-Жермен»: 2025
- Чемпіон Німеччини (4):

«Баварія»: 2019-20, 2020-21, 2021-22, 2022-23
- Володар Кубка Німеччини (1):

«Баварія»: 2019-20
- Переможець Ліги чемпіонів УЄФА (2):

«Баварія»: 2019-20
«Парі Сен-Жермен»: 2024-25
- Володар Суперкубка Німеччини (3):

«Баварія»: 2020, 2021, 2022
- Переможець Клубного чемпіонату світу (1):

«Баварія»: 2020
- Чемпіон Франції (2):

«Парі Сен-Жермен»: 2023-24, 2024-25
- Володар Кубка Франції (2):

«Парі Сен-Жермен»: 2023-24, 2024-25
- Володар Суперкубка Франції (2):

«Парі Сен-Жермен»: 2023, 2024
Збірні
- Чемпіон світу: 2018
- Віце-чемпіон світу: 2022
- Переможець Ліги націй УЄФА: 2021-22